# Palitai
Il palitai (conosciuto anche come palite, parittei e pattei) è un pugnale tradizionale del popolo Mentawai, originario delle omonime isole, situate ad ovest di Sumatra, in Indonesia.

## Descrizione
Il palitai è dotato di una lama diritta a doppio filo, mentre il manico, piuttosto affusolato, è ricurvo. Entrambi i taglienti sono paralleli per quasi tutta la lunghezza della lama, eccetto che nella parte terminale, dove convergono per formare una punta acuminata. È inoltre presente una nervatura in rilievo al centro della lama. L'acciaio usato per produrre le lame veniva in origine importato da Sumatra, dal momento che l'uso del metallo era ignoto nelle isole Mentawai, e subiva le fasi finali della lavorazione in loco. La lunghezza totale dell'arma può variare dai 30 ai 100 cm circa. L'impugnatura, lunga e sottile, è ancora abbastanza larga verso la lama, ma si restringe fino a diventare quasi appuntita all'estremità opposta, che può essere decorata. Nella parte terminale può essere presente una decorazione a forma di anello più larga del resto del manico. Il palitai è tradizionalmente portato a destra, alla cintura, e può fare parte della dote.